# Hiti
Hiti is een onbewoond atol in de Îles Raevski binnen de veel grotere eilandengroep van de Tuamotuarchipel (Frans-Polynesië). Het atol behoort tot de gemeente Makemo. 

## Geografie
Hiti ligt 19 km ten zuidoosten van Makemo en 545 km ten oosten van Tahiti. Het is een atol met een lengte van 9 km en een breedte van 6 km. Het landoppervlak bedraagt 3 km². Het wateroppervlak van de lagune is 15 km².

## Geschiedenis
De eerste Europeaan die melding maakte van het eiland is de ontdekkingsreiziger Fabian Gottlieb von Bellingshausen op 15 juli 1820. Hij noemde het eiland Raeffsky-eiland.
In de negentiende eeuw werd het eiland Frans territoriaal bezit. Er woonden toen enkel mensen die onderdanen waren van het stamhoofd op Katiu. Het eiland was in 2017 onbewoond, maar wordt wel bezocht door de inwoners van Makemo die er naar zeekomkommers komen vissen.

## Ecologie
Op het eiland komen 42 vogelsoorten voor waaronder negen soorten van de Rode Lijst van de IUCN waaronder de phoenixstormvogel (Pterodroma alba) en de endemische Tahitiaanse patrijsduif (Alopecoenas erythropterus) en tuamotustrandloper (Prosobonia parvirostris).

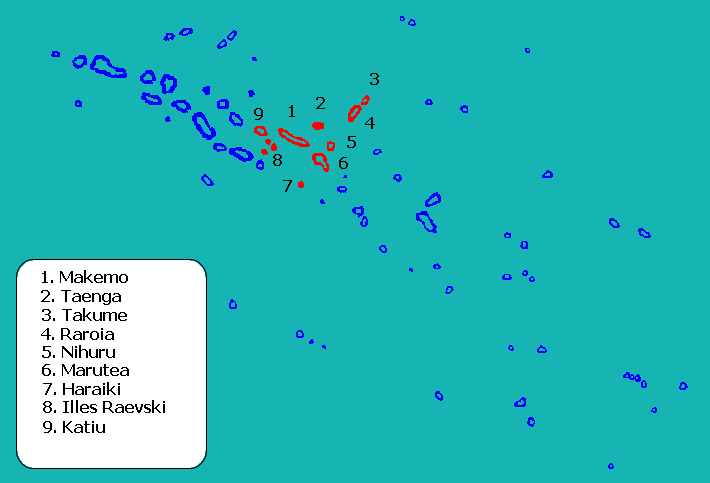
Positie van Îles Raevski (8) binnen de Tuamotueilanden

Atollen: Hiti · Tepoto Sud · Tuanake